# Program Mars
Program Mars byla série sond vyslaná počátkem 70. let Sovětským svazem směrem k planetě Mars. První pokus v podobě sondy Mars 1 se uskutečnil již v roce 1962, ale došlo k selhání na cestě k Marsu. Přibližně ve stejný čas se Sovětský svaz pokusil vypustit sondy Mars 1962A a Mars 1962B, které byly podobné, ale obě selhaly při startu a neopustily zemský orbit. V roce 1964 vypustil SSSR další sondu Zond 2, také nepříliš úspěšnou.
Sonda Mars 2, která byla vypuštěna v roce 1971, byla nové konstrukce a ke svému vypuštění využila nosnou raketu Proton. Měkké přistání se podařilo sondě Mars 3. Poslední sondou v programu byla Mars 7.

## Přehled misí
| Mise    | Datum startu      | Poznámka                             |
| ------- | ----------------- | ------------------------------------ |
| Mars 1  | 1. listopadu 1962 | Došlo k selhání při cestě k Marsu.   |
| Mars 2  | 19. května 1971   | 1. zásah Marsu.                      |
| Mars 3  | 29. května 1971   | 1. přistání na Marsu.                |
| Mars 4  | 21. července 1973 | Neúspěšný pokus sondy Marsu.         |
| Mars 5  | 25. července 1973 | Umělá družice Marsu.                 |
| Mars 6  | 5. srpen 1973     | Umělá družice Marsu.                 |
| Mars 7  | 9. srpen 1973     | Neúspěšný pokus o přistání na Marsu. |
| Mars 96 | 16. listopad 1996 | Sonda k Marsu, neúspěšný start.      |

## Návazné mise
Na program Mars „navázaly“ koncem 80. let dvě sondy z programu Fobos, jejímž cílem byl průzkum Marsu a jeho měsíce Phobos. V roce 1996 pak následovala sonda Mars 96.